# 薩靈半島
薩靈半島（Salling）是丹麥的半島，位於該國西北部日德蘭半島西南部，面積約500平方公里，主要經濟活動有農業、木材業和旅遊業，2008年人口20,643。
56°40′14″N 8°57′48″E / 56.67056°N 8.96333°E